# Парламент Бутана
Парламент Бутана (дзонг-кэ རྒྱལ་ཡོངས་ཚོགས་ཁང་, вайли gyelyong tshokhang) — двухпалатный законодательный орган, сменивший однопалатный Цонгду в 2007 году. Первые депутаты получили мандаты в 2008 году, после первых национальных выборов.

## История
К рубежу веков в Бутане начался постепенный отход от формы правления абсолютной монархии к конституционной. Либерализация жизни общества и демократические преобразования в политической системе государства стали причинами принятия бутанской Конституции в 2008 году.
Парламент приобрел двухпалатную структуру. В 2008 году были проведены первые всеобщие выборы в Парламент. Были разрешены две партии — Бутанская партия мира и процветания и Народная демократическая партия.
В верхней палате парламента представителям запрещено состоять в политических партия (глава 11).

## Состав
- нижняя палата — Национальная ассамблея, 47 депутатов избираются населением[1].
- верхняя палата — Национальный совет, 20 депутатов избираются населением, 5 депутатов назначаются королём Бутана[1].